# Megasemum quadricostulatum
Megasemum quadricostulatum là một loài bọ cánh cứng trong họ Cerambycidae.